# Іскужино (Зілаїрський район)
Іску́жино (рос. Искужино, башк. Исҡужа) — село у складі Зілаїрського району Башкортостану, Росія. Входить до складу Кашкаровської сільської ради.
Населення — 183 особи (2010; 204 в 2002).
Національний склад:
- башкири — 100%